# Czachówki
Czachówki – wieś w Polsce położona w województwie warmińsko-mazurskim, w powiecie nowomiejskim, w gminie Biskupiec.
W latach 1975–1998 miejscowość należała administracyjnie do województwa toruńskiego.
Dawne nazwy miejscowości: w 1789 roku Schakowken, Czackoken w 1879 roku Schackenhof.
Nazwa została utworzona od formy dzierżawczej „Czachowo” (nazwy innej miejscowości), a dalsze pochodzenie nawiązuje do imienia „Czach”. W XV wieku Czachówki wchodziły w skład komandorstwa brodnickiego. W wieku XVI Czachówki były własnością królewską. W 1789 roku miejscowość znana jest jako „królewskie osiedle dziedziczno- dzierżawcze”.
Według źródeł z WKZ w Toruniu w skład domeny Królewskiej Czachówki w XVIII wieku wchodziła także miejscowości Buczek. Od 1814 roku majątek przeszedł w posiadanie rodu Ruchard, a mianowicie George Gottlieb Ruchardt i Friederica Louise z domu Kruger, odkupili go od Johanna Reinholda Park. W 1846 roku dobra w spadku przejął Eduard August Adolf Ruchardt. W 1865 roku na drodze dziedziczenia, majątek przejął Agnes Grabe z domu Hirschfeld primo voto Ruchardt.
W spisach powszechnych z 1880 roku Czachówki notowane były jako wieś rycerska. W 1881 roku właścicielem majątku został  Adolf Eduardt Ruchardt. W 1885 roku w skład obszaru dworskiego Czachówki weszły dobra Zawada. W tym także roku obszar dworski obejmował powierzchnię 586 ha. Kolejnym właścicielem od 1890 roku był Georg Ruchardt z Moskwy. W 1929 roku na podstawie testamentu majątek objęła wdowa – Fanny Ruchardt po mężu Georgu Ruchardcie. W latach 30. na folwarku zajmowano się uprawą warzyw, kwiatów, hodowlą bydła, trzody, królików i drobiu. Po roku 1940 w księdze wieczystej jako właściciel figuruje J.Ruchardt. w 1946 roku majątek przejął Skarb Państwa (Wojewódzki Urząd Ziemski Pomorski z siedzibą w Bydgoszczy).

## Zabytki
Do wojewódzkiego rejestru zabytków wpisane są obiekty:
- Pałac użytkował PGR umieszczając w nim szkołę podstawową i zawodową oraz mieszkania. Od 1972 roku pałac i park znajduje się w rękach Ministerstwa Rolnictwa, który urządza w nim Szkołę Rolniczą. Zabudowania dawnego folwarku oraz dawna „rządówka” był posiadaniu Gospodarstwa Rolnego „Czachpol” aktualnie należy do osoby prywatnej.
- Dwór zabudowany prawdopodobnie w połowie XIX wieku. Powstał z inicjatywy pierwszych właścicieli Czachówek z Rodu Ruchardt, a mianowicie George‘a Gottlieba Ruchardta I Frederici Louise. Dziś stanowi najstarszą część obecnego pałacu. Za przyczyną właścicieli w 1840 roku pobudowano także dwa domy mieszkalne na południe od pałacu. W roku 1860 kolejny właściciel – Eduard August Adolf Ruchardt rozbudował folwark, wznosząc w północnym sąsiedztwie dworu oborę, a w południowym sąsiedztwie – spichlerz. W 1863 roku zabudowania wiejskie zostały wzbogacone o budynek mieszkalny. Z II połowy XIX wieku pochodzi budynek chlewni. W 1900 roku dwór przebudowany został na pałac. Wzniesiono wówczas ryzalit wejściowy i rozbudowano ogrodowy dawnego dworu. W elewacji południowej dobudowano werandę z tarasem na piętrze, skąd rozpościerał się widok na wnętrza parkowe i okoliczny krajobraz, a od północy dobudowano część mieszkalną z wieżą zwieńczoną widokową kopułą obrotową. Ponadto w 1900 roku w południowo-wschodnim sąsiedztwie powstał budynek elektrowni, a w 1912 roku – rządówka. Rządówkę wzniesiono na planie nieregularnym z niewielkim tarasem i dużą werandą od strony południowo-wschodniej. Dojazd do pałacu prowadził drogą pomiędzy zabudowaniami mieszkalnymi, rozszerzają się przed rządówką i spichlerzem, a następnie rozwidlając się na boczny podjazd pod pałac i drogę prowadzącą na teren folwarku, okalając w ten sposób owalny przedpałacowy gazon.

- Park powstał prawdopodobnie w II połowie XIX wieku na zrębach wcześniejszego zadrzewienia. Na początku XX wieku, po rozbudowie pałacu, został wzbogacony o elementy przestrzenne. Zlokalizowano go na zachód od pałacu, na lekko opadającym terenie w kierunku rzeki Osy.
- Folwark.

Inne zabytki
- Cmentarz rodzinny Ruchardt. Umiejscowiony w parku pałacowym. Zwłoki ekshumowano i przetransportowano na cmentarz parafii Krotoszyny. Na cmentarzu rodzinnym pozostał tylko pamiątkowy kamień nagrobny.
- Grób nieznanego Żołnierza. Znajduje się w lasku u wylotu wsi w kierunku na Krotoszyny. Z relacji miejscowych ludzi wynika, że jest to grób żołnierza jeszcze z czasów I wojny światowej 1914- 1918 roku.